# Pietrasze
Pietrasze [pronunciación en polaco: /pjɛˈtraʂɛ/] (en alemán: Rauental, until 1938: Pietraschen) es un pueblo ubicado en el distrito administrativo de Gmina Gołdap, dentro del Condado de Gołdap, Voivodato de Varmia y Masuria, en Polonia del norte, cercano a la frontera con el Kaliningrad Oblast de Rusia. Se encuentra aproximadamente a 8 kilómetros al sur de Gołdap y a 130 kilómetros al noreste de la capital regional Olsztyn.